# Alphonse III du Kongo
Alphonse III du Kongo  (Mvemba a Nimi en Kikongo et Afonso III en portugais) manikongo du royaume du Kongo de  mi 1673 à mi 1674

## Règne
Alphonse III appartient au Kanda Kimpanzu, il est l'un des fils de Dona Suzana de Nóbrega de Lovota une fille du roi Alvare II du Kongo, sœur du roi Alvare III du Kongo qui était devenue la matriarche  de ce Kanda. Aphonse III occupe temporairement le trône  à la place de Raphaël Ier du Kongo. Il est tué par Pierre III du Kongo la même année mais ce dernier est dans l'incapacité de se maintenir sans la capitale.Sa femme nommé Dona Monica rejoint après sa mort ,la reine Suzanna de Nóbrega, à Luvota

## Sources
- (en) John K. Thornton  « The Kingdom of Kongo, ca. 1390-1678. The Development of an African Social Formation ». dans : Cahiers d'études africaines. Vol. 22 N°87-88, systèmes étatiques africains. p. 325-342.
- (en) John K. Thornton, A history of west central Africa to 1850, Cambridge, Cambridge University Press, 2020, 365 p. (ISBN 978-1-107-56593-7)